# Последњи валцер у Сарајеву
Последњи валцер у Сарајеву или Лепа епоха (фр. Belle epoque) је југословенски филм из 1990. године. Режирао га је Никола Стојановић, који је написао и сценарио уз сарадњу Небојше Пајкића. Иако је филм снимљен 1990. године чекао је премијеру све до 2007. године на Фестивалу у Новом Саду.

## Радња
Последњи валцер у Сарајеву је осврт на време бурних дешавања на Балкану — између 1910. и 1914. године — из визуре првог босанског филмског сниматеља Антона Валића. Њега је покретним сликама опчинио француски сниматељ Луј де Бери, који је у Босну донео прву филмску камеру. Филм прати Валићево сазревање и причу о Сарајеву, освојено новим начином живота — аутомобилима, кабареима, декаденцијом, шпијунима, профитерима. Прича прати време пред Први светски рат, атентаторе и припреме за атентат на Франца Фердинанда који ће бити увод у катастрофу општих размера, али и одрастање и сазревање Антона Валића. Ова „драматична комедија“ завршава се атентатом 28. јуна 1914. у Сарајеву. који је Валић снимио, оставивши у историјској архиви аутентичне снимке.

## Улоге
| Глумац              | Улога                          |
| ------------------- | ------------------------------ |
| Давор Јањић         | Антон Валић                    |
| Радмила Живковић    | Паулина Мец Валић              |
| Вита Маврић         | Ержи Јевропа                   |
| Петар Божовић       | Шеф полиције Виктор Ивасјук    |
| Сњежана Мартиновић  | Јованка Чабриновић             |
| Боро Стјепановић    | Фабрицио Маринети              |
| Слободан Ћустић     | Данило Илић                    |
| Давор Дујмовић      | Гаврило Принцип                |
| Мирко Влаховић      | Михајло Пушара                 |
| Небојша Кундачина   | Недељко Чабриновић             |
| Татјана Пујин       | Матилда Цимерлинг              |
| Алан Нури           | Луј де Бери                    |
| Звонко Лепетић      | Васа Чабриновић (отац Недељка) |
| Вера Јовановић      | Вукосава Чабриновић            |
| Харис Бурина        | Пијаниста                      |
| Мира Бањац          | Фрау Фриче                     |
| Раде Марковић       | Руди Цимерлинг                 |
| Филип Шоваговић     | Владо Гаћиновић                |
| Стјепан Марковић    | Трифко Грабеж                  |
| Сенад Башић         | Богдан Жерајић                 |
| Младен Нелевић      | Владо Слијепчевић              |
| Ранко Гучевац       | Халил                          |
| Анте Вицан          | Карл Мец                       |
| Јозо Лепетић        | Алберт Мец                     |
| Инес Фанчовић       | Анчи                           |
| Јозо Лепетић        | Алберт Мец                     |
| Нада Пани           | Стојанка Илић                  |
| Никола Стојановић   | Гроф Мерици                    |
| Тихомир Станић      | Гаврило Принцип (глас)         |
| Миомир Радевић Пиги |                                |
| Првослав Николић    |                                |

## Занимљивост
Извршни продуцент Михаило Тодоровић је открио као је филм могао да буде заувек уништен:
Филм је снимљен још 1990. године, а обрада је почела 1991. године, пар месеци пре рата у Босни и Херцеговини. Током опсаде Сарајева, постојала је велика опасност, да снимљени материјал буде уништен. Филмски негативи били су у „Јадран Филму“ у Загребу, а радни материјал у „Босна филм“ у Сарајеву. Онда је продуцент Бакир Тановић одлучио да материјал узме, пребаци га у своју кућу и тако сачува од уништења. Колико је тај његов потез био судбоносан за филм, говори и податак да су током рата сви радни материјали у „Босна филму“ уништени.